# El Molinón
Estadio Municipal El Molinón (hiszp. Stadion Miejski El Molinón) – stadion piłkarski w mieście Gijón we wspólnocie autonomicznej Asturia. Swoje mecze rozgrywa na nim miejscowy klub Real Sporting de Gijón. Bywa wykorzystywany również do organizacji koncertów.
Znajduje się w Parku Izabeli Katolickiej nad niewielką rzeką Piles. Swoją nazwę zawdzięcza młynowi wodnemu, który stał dawniej w tym miejscu.
Nie ma pewności co do dat budowy i inauguracji. Po raz pierwszyn wspomniany jest w lokalnym dzienniku El Comercio z 20 maja 1908; sprawozdanie z meczu nie omawia go w żaden szczególny sposób, co pozwala wnioskować, że istniał już wcześniej.
FIFA wybrała El Molinón do przeprowadzenia Mundialu w 1982. Reprezentacja narodowa Hiszpanii rozegrała na nim osiem spotkań.
Jest największym stadionem piłkarskim w Asturii, a największą widownię w historii zgromadziły mecze Mundialu ‘82 – 43 000.
Obiekt jest w przebudowie, jego aktualna pojemność to 29 538 osób.

## Historia
Mecze na El Molinón rozgrywane są co najmniej od 1908, co czyni z niego najstarszy obiekt piłkarski w Hiszpanii.
Sporting zaczął występować na nim w 1915. Pierwszym oficjalnym meczem było rozegrane 22 kwietnia 1917 spotkanie z baskijskim Arenas Club de Getxo w Pucharze Króla.
W 1920 odbyło się w Gijón finałowe spotkanie o Puchar Króla pomiędzy zespołami Athletic Bilbao i FC Barcelona.
20 listopada 1924 klub nabył obiekt na własność. Siedem lat później trybunę krytą doszczętnie strawił pożar. Klub nie był w stanie podołać kosztom odbudowy i ze względu na złą sytuacje finansową oddał obiekt miastu.
W Grudniu 1968 zainstalowano 4 maszty oświetleniowe. W pierwszym meczu przy sztucznym świetle Sporting zmierzył się z drugą drużyną Valencia CF.
Niespełna rok później, 30 listopada 1969, El Molinón został pierwszym w pełni zadaszonym stadionem w Hiszpanii.
Pierwsza transmisja na żywo odbyła się 28 stycznia 1970, kiedy to Sporting pokonał CA Osasuna 3:0. Był to jednocześnie pierwszy pokazany na żywo mecz Segunda División.
Ze względu na przygotowania do Mundialu El Molinón przeszedł przebudowę. Podniesiono dwie trybuny, co pozwoliło osiągnąć pojemność niemal 45 tysięcy miejsc, z których 16 600 było siedzących. Dwa lata po mistrzostwach lokalny rząd, ze względów bezpieczeństwa, zdecydował o zmniejszeniu pojemności do 38 tysięcy.
W latach 1997 i 1998 stadion dostosowano do wymogów UEFA I FIFA. Prace polegały na zamontowaniu krzesełek na wszystkich trybunach, usunięciu ogrodzeń, podzieleniu widowni na sektory I montażu kamer bezpieczeństwa. Ograniczyło to dopuszczalną liczbę kibiców z 38 000 do 25 885.
W roku 2006 ogłoszono projekt gruntownej przebudowy El Molinón zarówno od wewnątrz, jak i z zewnątrz. Autorem koncepcji był Joaquín Vaquero Turcios. Środki finansowe pochodzą ze sprzedaży lokali znajdujących się wewnątrz trybun (prywatny inwestor uzyska prawa do zarządzania nimi) i z kasy miejskiej. Projekt zakłada między innymi wzmocnienie konstrukcji, powiększenie niektórych części trybun, wymianę dachu i wszystkich krzesełek, budowę nowych szatni, poprawę infrastruktury w strefie dla mediów i sali do wywiadów. Po wprowadzeniu tych zmian stadion należeć będzie do trzeciej kategorii UEFA.

### Mecze międzypaństwowe
Podczas Mundialu ‘82 na El Molinón odbyły się trzy spotkania:
- Republika Federalna Niemiec – Algieria 1:2 (Rummenigge 67’ – Madjer 54’, Belloumi 68’)

widzów: 42 000
sędzia: Enrique Labo Revoredo (Peru)
- Republika Federalna Niemiec – Chile 4:1 (Rummenigge 9’ 57’ 66’, Reinders 81’ – Moscoso 90’

widzów: 42 000, sędzia: Bruno Galler (Szwajcaria)
- Republika Federalna Niemiec – Austria 1:0 (Hrubesch 10’)

widzów: 43 000, sędzia: Bob Valentine (Szkocja)
Reprezentacja Hiszpanii grała na El Molinón dziewięciokrotnie: z Włochami (1928), Norwegią (1978), Czechosłowacją (1980), Grecją (1986), Brazylią (1990), Wyspami Owczymi (1997), Danią (2004) i Urugwajem (2005)Finlandia (2013

## Skandal związany z meczemRFN–Austria
25 czerwca 1982 odbył się mecz RFN – Austria, będący ostatnim spotkaniem grupy B. Wcześniejsze wyniki sprawiły, że Niemcom wystarczało zwycięstwo 1:0, zaś Austriaków premiowała nawet taka porażka. Doprowadziłoby to do tego, że Niemcy, Austria i Algieria miałyby po 4 punkty i o awansie europejskich drużyn decydowałaby różnica bramek. Mecz zakończył się wynikiem 1:0 po bramce Horsta Hrubescha zdobytej już w 10 minucie. Przez kolejne 80 minut na boisku nic się nie działo, bo obie drużyny były zadowolone z takiego wyniku. FIFA wszczęła postępowanie wyjaśniające, ale nic ono nie przyniosło.
Żeby uniknąć podobnych sytuacji w przyszłości, FIFA ustaliła, że od następnych mistrzostw Świata (Meksyk ‘86) oba mecze ostatniej kolejki będą w każdej grupie rozgrywane równocześnie.
Dzień po meczu lokalna gazeta sprawozdanie z meczu zamieściła w rubryce kryminalnej jako informację o wielkim oszustwie.

## Koncerty
Estadio El Molinón gościł, oprócz wydarzeń piłkarskich, również koncerty gwiazd światowej i hiszpańskiej muzyki, takich jak:
- Bruce Springsteen
- The Rolling Stones
- Dire Straits
- Paul McCartney
- Sting
- Bon Jovi
- Tina Turner
- Alejandro Sanz